# Fília (Lesbos)
Pour les articles homonymes, voir Fília.
Fília, en grec moderne : Φίλια, est un village semi-montagneux du dème de Lesbos-Ouest, sur l'île de Lesbos, en Grèce. Il est construit à une altitude de 312 mètres, à 49 km de Mytilène. 
Selon le recensement de 2011, la population de Fília compte 653 habitants. 
Le village était auparavant situé plus en hauteur, mais en raison d'attaques de pirates, trois frères ou trois amis, selon la légende, ont décidé de déplacer le village à son emplacement actuel afin qu'il soit moins visible.
Fília présente des bâtiments en pierre traditionnels, dont plusieurs datent de la fin du XIXe siècle et sont classés monuments historiques, des petites places, des rues pavées et des cafés. Parmi les monuments protégés figurent une ancienne mosquée de forme rectangulaire située en bordure du village, près de la rivière Tsichránda. Le minaret est conservé intact mais sans son toit. Le bâtiment fonctionne comme un entrepôt. Aux alentours de la mosquée se trouvent une fontaine et les vestiges d'une école ottomane. L'église des Taxiarques (el) est également inscrite sur la liste permanente des sites archéologiques et monuments déclarés de Grèce, tout comme le lycée Kalfagiánnio (el).